# Bivio (Surses)
Bivio (toponimo italiano; in romancio Beiva, in tedesco e in italiano anche Stalla, desueto, ufficiale fino al 1902, in tedesco anche Stallen, desueto) è una frazione di 189 abitanti del comune svizzero di Surses, nella regione Albula (Canton Grigioni).

## Geografia fisica
Il paese si trova in Val Sursette ed è attraversato dal torrente Giulia. Dista 22 km da Sankt Moritz, 56 km da Coira e 129 km da Bellinzona. Il punto più elevato del territorio è la cima del Piz d'Agnel (3205 m s.l.m.), che segna il confine con Marmorera, Sur e Bever.

## Storia
Bivio prende il nome dal bivio che porta ai passi del passo del Giulio e del passo del Settimo, percorsi già in epoca romana. Intorno all'840 vi fu costruito un ospizio per i contadini della Val Bregaglia (italofoni) da cui poi giunsero coloni; infatti tra il XIII ed il XIV secolo Bivio divenne un'enclave italofona circondata da comuni germanofoni (Avers) e romanci (Marmorera e tutta la valle del Giulia). Dal 1219 Bivio ebbe un proprio parroco e la chiesa di San Gallo è attestata dal 1459. Il paese aderì alla Riforma protestante prima del 1584 e nel 1675 fu eretta la chiesa riformata con un proprio pastore, tuttora a Bivio vige la parità confessionale. Plurilingue dal XV secolo, con l'italiano in posizione maggioritaria, durante la prima guerra mondiale ci fu l'ultima grande migrazione di contadini bregagliotti; con la trasformazione del paese in stazione sciistica (apertura della prima sciovia nel 1959) la popolazione germanofona è notevolmente cresciuta, a discapito delle altre componenti linguistiche.

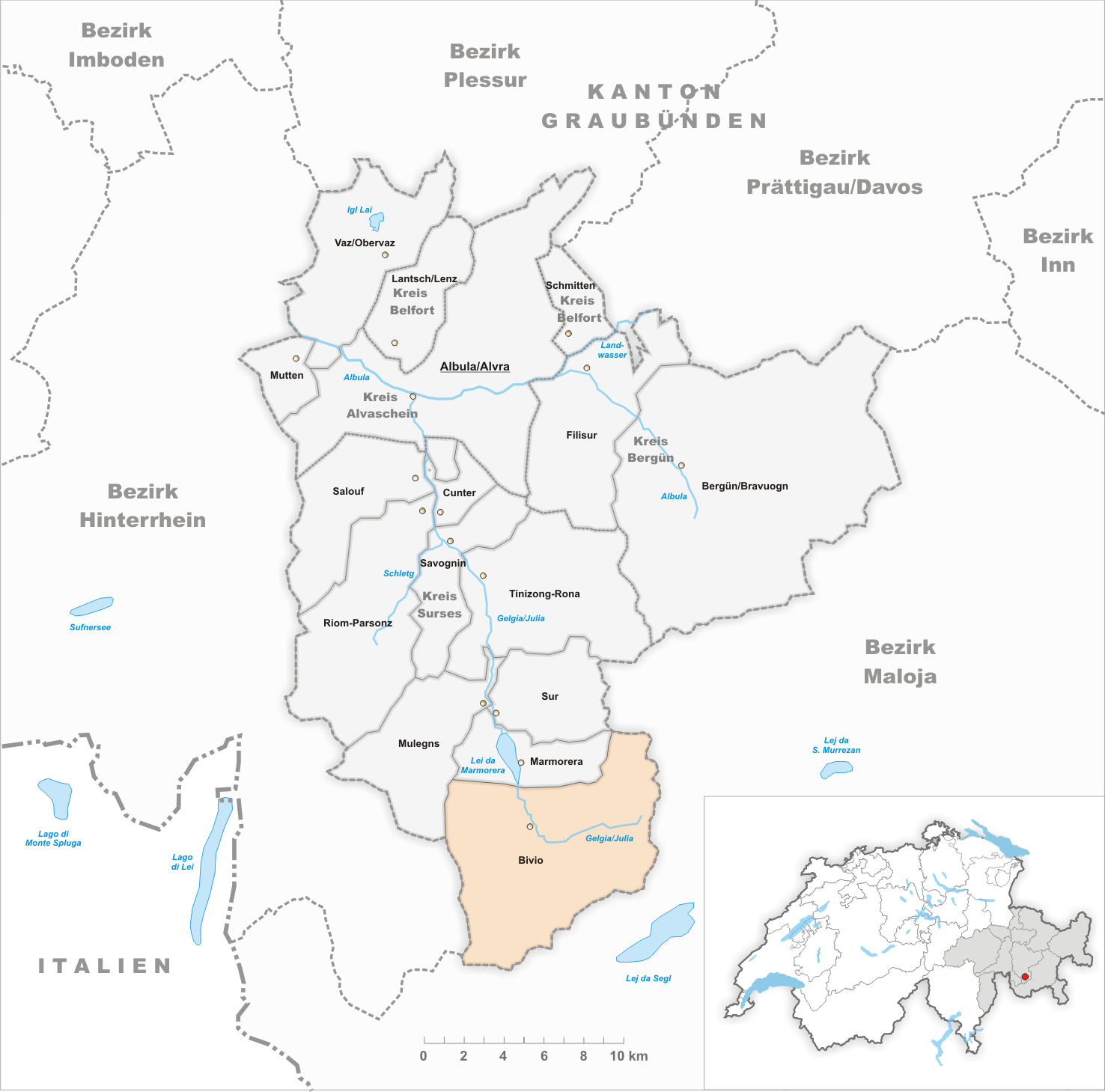
Il territorio del comune di Bivio prima degli accorpamenti comunali del 2016.

Fino al 31 dicembre 2015 è stato un comune autonomo che si estendeva per 76,73 km² e che comprendeva anche le frazioni di Cavreccia, Mott, Stalveder e Valetta da Beiva; il 1º gennaio 2016 è stato accorpato agli altri comuni soppressi di Cunter, Marmorera, Mulegns, Riom-Parsonz, Salouf, Savognin, Sur e Tinizong-Rona per formare il nuovo comune di Surses.

## Monumenti e luoghi d'interesse

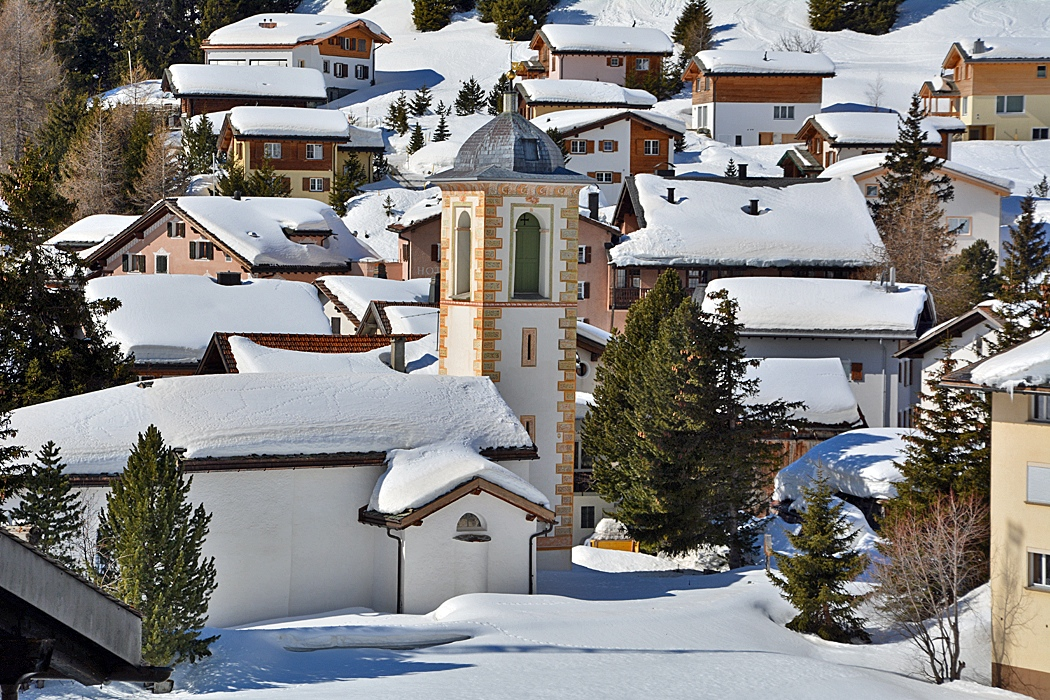
La chiesa di San Gallo.

- Chiesa cattolica di San Gallo, attestata dal 1459[1];
- Chiesa riformata, eretta nel 1675[1];
- Strada del passo del Giulio, che collega Bivio con Silvaplana e l'Engadina.

## Società

### Evoluzione demografica
L'evoluzione demografica è riportata nella seguente tabella:
Abitanti censiti

### Etnie e minoranze straniere
L'85% degli abitanti è svizzero, il 15% è composto da stranieri (soprattutto tedeschi, austriaci e italiani).

### Lingue e dialetti
Fino al 2005 è stato l'unico comune svizzero a nord delle Alpi, cioè fuori dalla Regione geografica italiana, con l'italiano come lingua ufficiale; era parlato nel 1860 dall'80% degli abitanti, nel 1980 scesi al 42% (con il 37% di lingua tedesca e il 18% di lingua romancia) e nel 2000 al 29%. Tuttora nell'edificio municipale è presente la scritta «municipio» in italiano, ultimo residuo prima che la popolazione di lingua tedesca superasse numericamente quella di lingua italiana. Il 16 dicembre 2005 i cittadini di Bivio riuniti in assemblea comunale hanno accolto la proposta di cambiare protocollo e di usare il tedesco invece che l'italiano negli atti comunali. Questa decisione è stata molto avversata dal Pro Grigioni Italiano e dalla maestra Elda Simonett-Giovanoli, originaria della Val Bregaglia.
| Lingue a Bivio | Lingue a Bivio  | Lingue a Bivio  | Lingue a Bivio  | Lingue a Bivio  | Lingue a Bivio  | Lingue a Bivio  |
| -------------- | --------------- | --------------- | --------------- | --------------- | --------------- | --------------- |
| Lingue         | Censimento 1980 | Censimento 1980 | Censimento 1990 | Censimento 1990 | Censimento 2000 | Censimento 2000 |
| Lingue         | Abitanti        | Percentuale     | Abitanti        | Percentuale     | Abitanti        | Percentuale     |
| Tedesco        | 88              | 36,97 %         | 120             | 53,81 %         | 113             | 55,39 %         |
| Italiano       | 100             | 42,02 %         | 76              | 34,08 %         | 60              | 29,41 %         |
| Romancio       | 44              | 18,49 %         | 20              | 8,97 %          | 25              | 12,25 %         |
| Totale         | 238             | 100 %           | 223             | 100 %           | 204             | 100 %           |

## Infrastrutture e trasporti
Le stazioni ferroviarie più vicine sono quelle di Sankt Moritz e di Tiefencastel (27 km), della Ferrovia Retica. L'uscita autostradale di Thusis, sulla A13/E43, dista 39 km.

## Amministrazione
Ogni famiglia originaria del luogo fa parte del comune patriziale che ha la responsabilità della manutenzione di ogni bene comune.